# Білицківка
Білицківка — колишнє село Станичненської сільської ради Нововодолазького району, Харківська область.
Дата зникнення невідома.

## Географія
Білицківка розташовувалася поруч із селом Москальцівка, за 2 км — Ляшівка, неподалік пролягає автошлях Р 51.

## Принагідно
- Мапіо